# Jean-Baptiste Boussingault

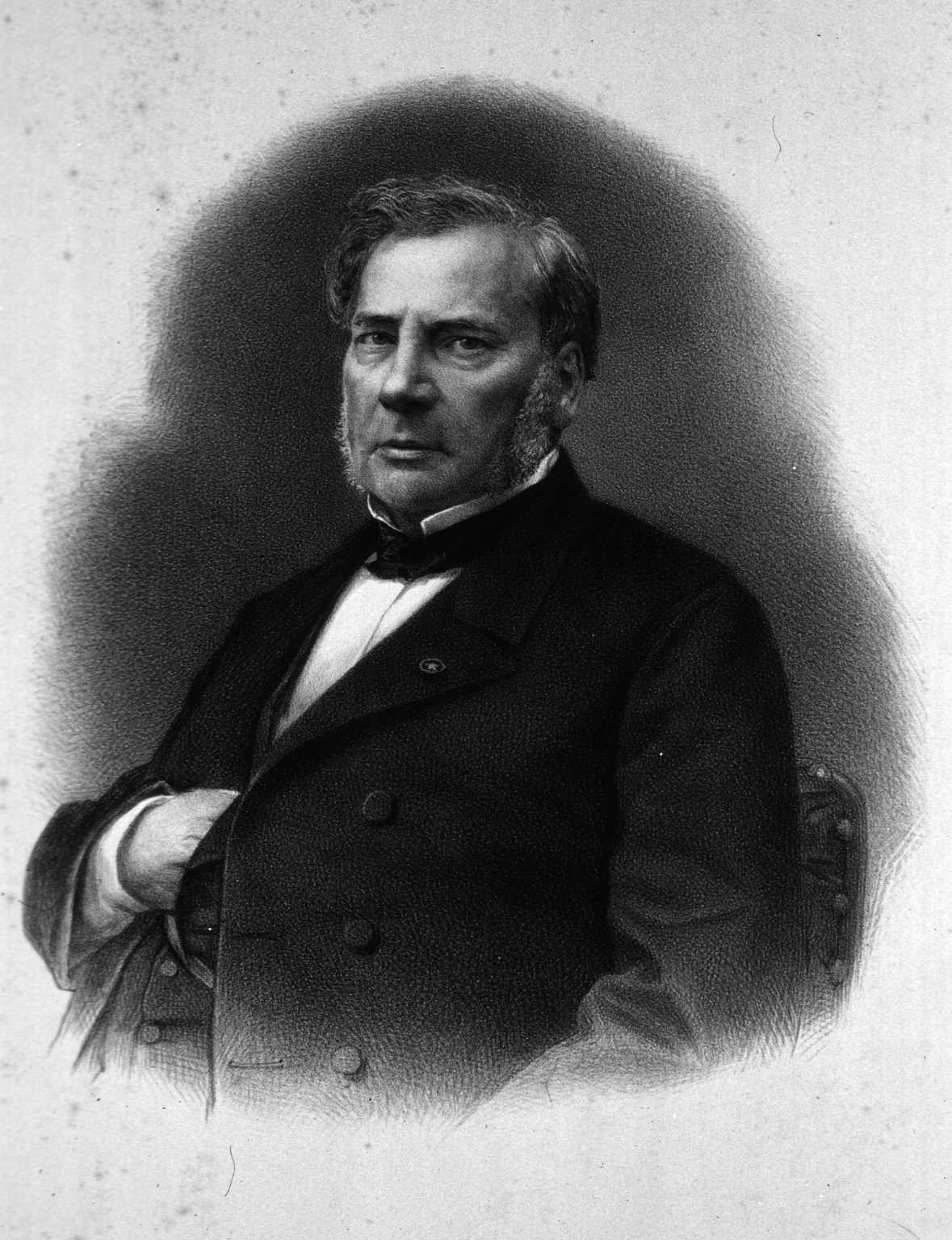
Jean-Baptiste Boussingault.

Jean-Baptiste Joseph Dieudonné Boussingault, född 2 februari 1802 i Paris, död där 5 november 1887, var en fransk kemist och agronom.
Boussingault företog en resa till Colombia i för att upparbeta ett förfallet gruvfält och gjorde samtidigt iakttagelser rörande de tropiska naturfenomenen. Under det sydamerikanska befrielsekriget (1809–1825) var han en tid anställd vid Simón Bolívars stab och kom därunder i tillfälle att vetenskapligt undersöka Bolivia och Venezuela samt trakterna mellan Cartagena och Orinocos mynning. Efter sin återkomst till Frankrike utnämndes han till professor i kemi i Lyon, 1839 blev han ledamot av Institut de France och samma år av Vetenskapsakademien i Stockholm. Som ledamot av nationalförsamlingen 1848 tillhörde han de moderata republikanerna. 
Boussingault hade stor betydelse för kemins användning inom jordbruket och boskapsskötseln. Det var även han, som, tillsammans med Jean-Baptiste Dumas, upptäckte förhållandet mellan luftens beståndsdelar. På agrikulturkemins område är han främst känd för de av honom gjorda försök, som visade att högre växter inte kan uppta luftens fria kväve som näring, vilket ledde till att luftens ansågs vara så gott som utan betydelse för bildning av organiska kväveföreningar, tills Hermann Hellriegel uppvisade motsatsen. Flera bland Boussingaults uppsatser samlades under titeln Mémoires de chimie agricole et de physiologie (1854). Hans främsta verk är Traité d'économie rurale (1844). Han tilldelades Copleymedaljen 1878.